# Okkervil River
Okkervil River je americká indie rocková kapela z Texaského Austinu. Kapela se zformovala v roce 1998; název přejala ze stejnojmenné povídky, jejíž autorka je současná ruská spisovatelka Taťjána Tolstá.

## Diskografie
Desky:
- 1999 Stars Too Small to Use - Jound
- 2002 Don't Fall in Love with Everyone You See - Jagjaguwar
- 2003 Down the River of Golden Dreams - Jagjaguwar
- 2005 Black Sheep Boy - Jagjaguwar
- 2007 The Stage Names - Jagjaguwar
- 2008 The Stand Ins - Jagjaguwar
- 2011 I Am Very Far - Jagjaguwar
- 2013 The Silver Gymnasium - ATO

Split desky
- 2003 Julie Doiron / Okkervil River – Acuarela, společně s Julii Doiron
- 2004 Sham Wedding/Hoax Funeral – Jound, společně s Shearwater

EP-čka:
- 1998 Bedroom EP – Jound
- 2004 Sleep and Wake-Up Songs - Jagjaguwar
- 2005 Black Sheep Boy Appendix - Jagjaguwar
- 2006 Overboard and Down – Inertia, k dostání pouze na australském turné.